# Geberit
Geberit est un groupe suisse spécialisé dans la conception, la fabrication et la commercialisation de systèmes d’installation sanitaire.
L’entreprise occupe la première place sur le marché européen dans ce domaine avec une présence dans une cinquantaine de pays. Le siège social du groupe est situé à Rapperswil-Jona en Suisse. La société emploie environ 12 000 personnes à travers le monde.

## Historique

### Une entreprise familiale

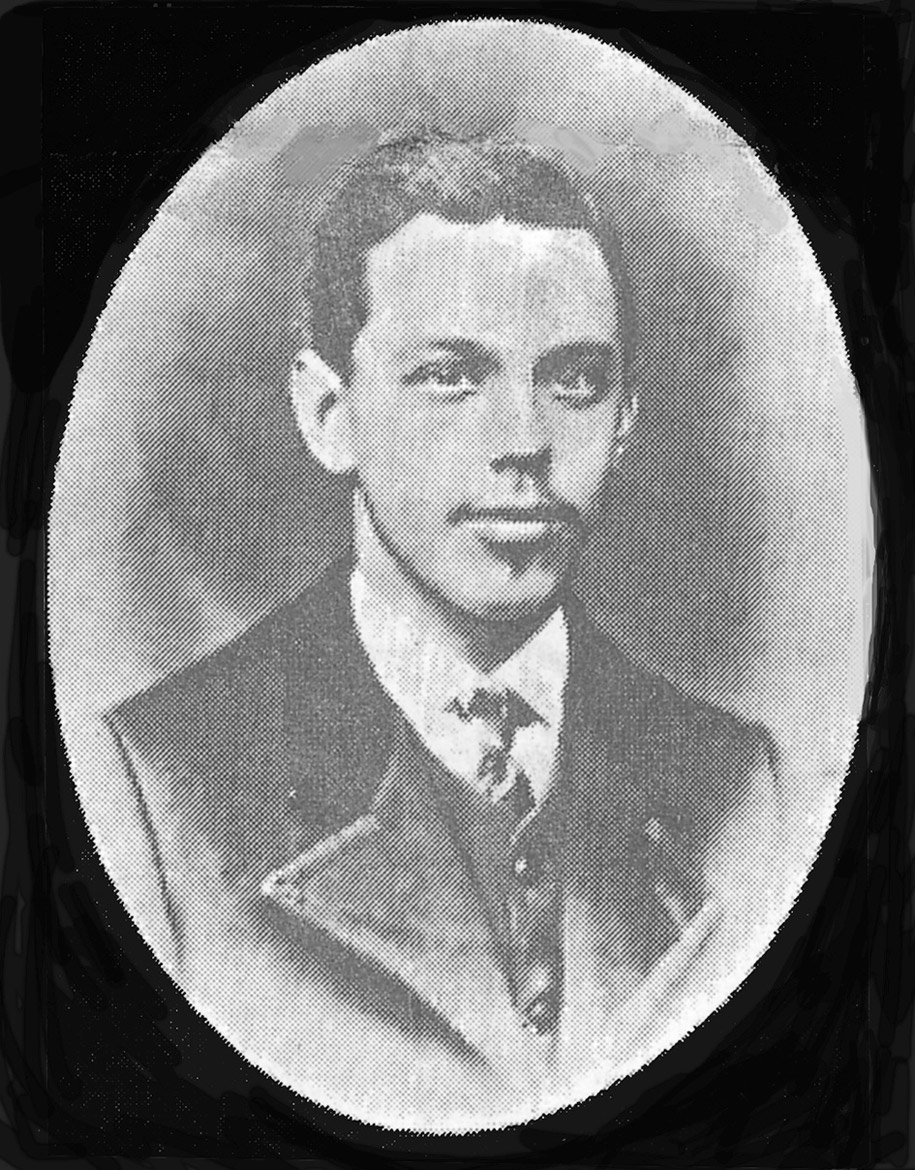
Caspar Melchior Gebert en 1874

En 1874, Caspar Melchior Gebert ouvre un atelier de plomberie à Rapperswil en Suisse. Ses fils Albert Emil et Leo le rejoignent par la suite.
En 1905, ils créent une citerne en bois doublée d’un revêtement métallique hermétique. Baptisé « Phoenix », il s’agit du premier réservoir sanitaire.
Après le décès de Caspar en 1909, ses fils prennent sa succession et développent la première usine de production de l’entreprise.

### L'expansion
Une nouvelle usine de plus de 1 000 m2 est construite en 1917 et se concentre sur la production des réservoirs en bois à plus grande échelle.  Par la suite, un point de vente est ouvert à Paris. C’est la première implantation de l’entreprise à l’étranger.

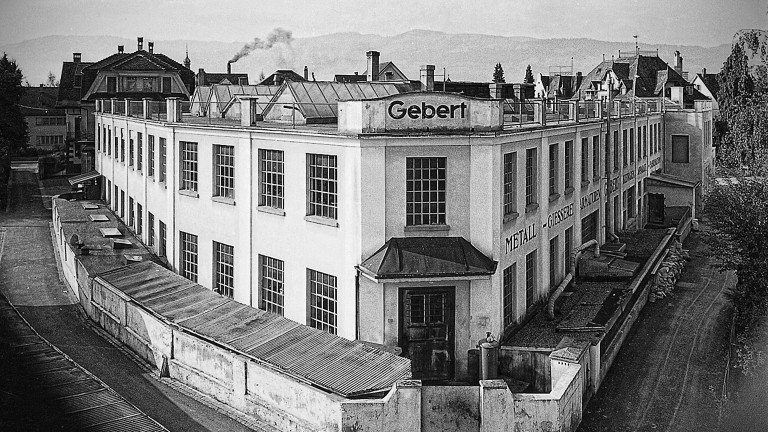
Première usine Gebert à Rapperswil

Dès les années trente, Gebert s’intéresse à une nouvelle technologie : la transformation des matières plastiques. La maîtrise de cette nouvelle technique aboutit à la création du premier réservoir synthétique en 1952.
Un an plus tard, l’entreprise est reprise par les petits fils, Heinrich et Klaus. « Gebert » devient ainsi la marque « Geberit ».
Un nouveau site de production est inauguré à Pfüllendorf en Allemagne ainsi qu’une antenne de distribution. Puis le groupe ouvre la première société commerciale à l’étranger, à Paris. Dès lors, Geberit continue son expansion à travers l’Europe dans les années 60 et 70.

### Innovation
En 1956, la marque étend sa production aux systèmes d’évacuation des eaux usées.

Invention du premier réservoir dissimulé pour WC suspendu

En 1964, le premier réservoir encastré est inventé puis commercialisé. Grâce à son expertise, Geberit étoffe sa gamme avec des systèmes d’installation derrière le mur en 1977 et devient ainsi leader sur ce marché.
La marque développe en 1978 un WC avec une fonction douchette, hybride entre le WC et le bidet. Tandis que l’adhésion au concept est difficile en Europe, cette technologie est largement plébiscitée au Japon où le WC lavant équipe rapidement un foyer sur deux.
En 1985, Geberit rachète l’entreprise allemande de fabrication de pièces détachées, Sanbloc.
L’année 1991 marque un tournant dans l’histoire de l’entreprise puisque la famille Gebert s’éloigne de la direction opérationnelle du groupe et nomme Gunter F. Kelm comme PDG.
En 1997, Geberit est cédé au fonds d’investissement britannique Doughty Hanson pour près de 7 milliards de francs.
Cette acquisition amorce l’entrée en bourse du groupe, qui se fera deux ans plus tard à la bourse suisse SIX (SIX group),.
Le groupe poursuit son expansion avec l’acquisition du groupe sanitaire Chicago Faucets en juillet 2002. Ce rachat permet à Geberit de se positionner sur le marché américain où l’entreprise peine à se développer.
Ensuite, elle acquiert le principal fabricant de tubes métalliques Mapress Holding à Lindsay Goldberg & Bessemer pour 372,5 millions d’euros. Geberit agrandit ainsi son offre aux systèmes de canalisation haut de gamme.
Jusqu’ici spécialisé dans les installations sanitaires derrière le mur, les canalisations et l’évacuation, Geberit rachète en 2015 le groupe Sanitec, leader européen de la céramique,.
À la suite de cette négociation à 1,07 milliard d’euros, le groupe Geberit double ses effectifs et étoffe son catalogue à l’univers global de la salle de bains et du coin toilettes. Le PDG de l’époque Albert BAEHNY déclarait : « Cette transaction fera de nous le leader du marché des produits sanitaires au sens large ».
Depuis 2020, la plupart des marques céramiques historiques du groupe Sanitec disparaissent et tous les produits sont commercialisés sous la marque « Geberit ».

## Produits
Geberit conçoit, produit et commercialise les produits suivants :
- Systèmes d’installation sanitaire : bâti-supports, réservoirs et mécanismes, systèmes de rinçage et raccordements à l’eau et l’électricité.
- Systèmes de canalisation : pour l’alimentation en eau, gaz, fluides caloporteurs. Pour l’évacuation des eaux usées et des eaux pluviales.
- L’univers salle de bains : incluant la céramique et les matériaux de synthèse. (lavabos, cuvettes, receveurs de douche, baignoires, éviers, etc.), les meubles et accessoires, les WC lavants.

## Implantation

### Mondiale
Geberit est implanté dans le monde entier avec des bureaux dans plus de 50 pays et détient 26 sites de production à proximité des régions où ses produits sont vendus.
1. Egypte (Le Caire)
2. Australie (Sydney)
3. Belgique (Machelen)
4. Bosnie Herzégovine (Sarajevo)
5. Chine (Shanghai)
6. Côte d'Ivoire
7. Danemark (Lystrup)
8. Allemagne (Pfüllendorf)
9. Finlande (Vantaa)
10. France (Samoreau)
11. Grande-Bretagne (Warwick)
12. Grèce (Athènes)
13. Inde (Bangalore)
14. Irlande (Dublin)
15. Israel (Kokhav Yaïr Tsour Yigaël)
16. Italie (Manno (CH))
17. Qatar (Doha)
18. Kenya (Nairobi)
19. Croatie (Zagreb)
20. Koweit (Kuwait)
21. Lituanie (Vilnius)
22. Luxembourg (Schifflange)
23. Malaisie (Kuala Lumpur)
24. Maroc (Casablanca)
25. Pays-Bas (Nieuwegein)
26. Nigéria (Lagos)
27. Norvège (Lorenskog)
28. Autriche (Pottenbrunn)
29. Philippines (Manille)
30. Pologne (Varsovie)
31. Portugal (Lisbonne)
32. Roumanie (Bucharest)
33. Russie (Moscou)
34. Arabie Saoudite (Djeddah)
35. Suède (Bromölla)
36. Suisse (Jona)
37. Serbie (Belgrade)
38. Singapour (Singapour)
39. Slovaquie (Bratislava)
40. Slovénie (Ljubljana)
41. Espagne (Barcelone)
42. Afrique du Sud (Johannesbourg)
43. Corée du Sud (Séoul)
44. Taïwan (Taipei)
45. Thaïlande (Bangkok)
46. République Tchèque (Prague)
47. Turquie (Istanbul)
48. Ukraine (Kiev)
49. Hongrie (Budapest)
50. USA (Des Plaines)
51. Émirats Arabes (Dubaï)
52. Vietnam (Ho Chi Minh)

### En France

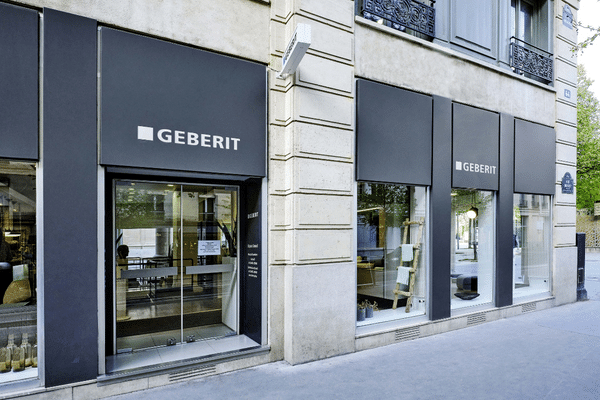
Espace Conseil Geberit, Paris

Le siège social de la filiale Geberit est basé à Samoreau en Île de France.
L’antenne française possède également une salle d’exposition au cœur de la capitale, une plateforme logistique à Selles-sur-Cher, une plateforme de conditionnement à Digoin et une usine de production céramique à Limoges.

## Récompenses
Depuis 2020, le groupe Geberit reçoit chaque année le prix platine d'EcoVadis pour sa gestion de la durabilité.